# Utarg całkowity
Utarg całkowity – łączny przychód przedsiębiorstwa uzyskany ze sprzedaży towarów w określonym czasie. Tak więc przy stałej cenie sprzedaży, utarg całkowity będzie wzrastał wraz ze wzrostem sprzedaży.
Utarg całkowity jest to iloczyn sumy sztuk sprzedanego produktu (towaru) (p) na rynku i ceny (c) jednej sztuki tego produktu (towaru):
{\displaystyle U_{c}=p\cdot c,}
gdzie:
{\displaystyle U_{c}} – utarg całkowity,
{\displaystyle p} – suma ilości sprzedanego towaru,
{\displaystyle c} – cena jednej sztuki towaru.